# La Disperazione di Fileno
La disperazione di Fileno (título original en italiano; en español, La desesperación de Fileno) es una pastoral con música del compositor Emilio de' Cavalieri y libreto de la poetisa Laura Guidiccioni di Lucqua. Se estrenó en Florencia en el año 1591, de forma privada. Posteriormente, se repuso en la corte de los Médici y, en 1600, en el teatro de la Casa Bentivoglio de Bolonia. Actualmente, la música se ha perdido.
La colaboración entre De' Cavalieri y Guidiccioni produjo otras dos pastorales: Il Satiro e Il Gioco della cieca (1595). En ellas, De' Cavalieri hizo sus primeros ensayos de canto monódico. 